# 1997-es Dakar-rali
Az 1997-es Dakar-rali 1997. január 4-én rajtolt  és január 19-én ért véget. A rajt és a cél városa egyaránt Dakar volt. A 19. alkalommal megrendezett versenyen 126 motoros 99 autós és 55 kamionos egység indult.

## Útvonal
| Szakasz | Dátum      | Honnan      | Hová        | Össztáv (km) |
| ------- | ---------- | ----------- | ----------- | ------------ |
| 1       | január 4.  | Dakar       | Tambacounda | 587          |
| 2       | január 5.  | Tambacounda | Kayes       | 594          |
| 3       | január 6.  | Kayes       | Nara        | 592          |
| 4       | január 7.  | Nara        | Timbuktu    | 658          |
| 5       | január 8.  | Timbuktu    | Gao         | 482          |
| 6       | január 9.  | Gao         | Ménaka      | 332          |
| 7       | január 10. | Ménaka      | Tahoua      | 396          |
| 8       | január 11. | Tahoua      | Agadez      | 820          |
|         | január 12. | Pihenőnap   |             |              |
| 9       | január 13. | Agadez      | Oclan       | 460          |
| 10      | január 14. | Oclan       | Kidal       | 537          |
| 11      | január 15. | Kidal       | Timbuktu    | 577          |
| 12      | január 16. | Timbuktu    | Néma        | 659          |
| 13      | január 17. | Néma        | Kiffa       | 604          |
| 14      | január 18. | Kiffa       | Saint-Louis | 486          |
| 15      | január 19. | Saint-Louis | Dakar       | 265          |

## Végeredmény
A versenyt összesen 58 motoros, 61 autós és 22 kamionos fejezte be.

### Motor
|    | Versenyző            | Motor  |
| -- | -------------------- | ------ |
| 1. | Stéphane Peterhansel | Yamaha |
| 2. | Óscar Gallardo       | Cagiva |
| 3. | David Castera        | Yamaha |

### Autó
|    | Versenyző            | Motor      |
| -- | -------------------- | ---------- |
| 1. | Sinodzuka Kendzsiró  | Mitsubishi |
| 2. | Jean Pierre Fontenay | Mitsubishi |
| 3. | Bruno Saby           | Mitsubishi |

### Kamion
|    | Versenyző          | Motor |
| -- | ------------------ | ----- |
| 1. | Johann Peter Reif  | Hino  |
| 2. | Yoshimasa Sugawara | Hino  |
| 3. | Joseph Petit       | Hino  |